# Großsteingrab Krogenlund 2
Das Großsteingrab Krogenlund 2 ist eine megalithische Grabanlage der jungsteinzeitlichen Nordgruppe der Trichterbecherkultur im Kirchspiel Uggeløse in der dänischen Kommune Allerød.

## Lage
Das Grab liegt südwestlich von Lynge im Osten des Waldgebiets Krogenlund. In der näheren Umgebung gibt bzw. gab es zahlreiche weitere megalithische Grabanlagen.

## Forschungsgeschichte
Die Existenz des Grabes wurde erstmals 1935 registriert. In den Jahren 1942 und 1982 führten Mitarbeiter des Dänischen Nationalmuseums Dokumentationen der Fundstelle durch.

## Beschreibung
Die Anlage besitzt eine stark gestörte runde Hügelschüttung mit einem Durchmesser von 20 m und einer Höhe von 2 m. Eine steinerne Umfassung ist nicht erkennbar. Der Hügel ist stark mit Feuerstein-Grus durchsetzt.
Von Osten her führt eine 10 m lange, 3 m breite und durchschnittlich 0,5 m tiefe Grube zur Hügelmitte. Vermutlich zeigt sie die Position einer zerstörten Grabkammer und eines vorgelagerten Gangs ab. Die Kammer ist wohl als Ganggrab anzusprechen. Zur Orientierung und den Maßen liegen keine Angaben vor. Nur ein einzelner Stein nahe der Hügelmitte ist erhalten.